# 세르게이 리시트반
세르게이 니콜라예비치 리시트반(벨라루스어: Сяргей Мікалаевіч Ліштван 샤르헤이 미칼라예비치 리슈트반, 러시아어: Серге́й Никола́евич Лиштван, 1970년 11월 5일~)은 벨라루스의 전직 레슬링 선수이다. 1996년 하계 올림픽 남자 그레코로만형 헤비급 은메달을 획득했으며 세계 선수권 대회에서 금메달 3개, 은메달 2개, 동메달 1개를 획득했다.